# Okręg wyborczy nr 25 do Senatu Rzeczypospolitej Polskiej
Okręg wyborczy nr 25 do Senatu Rzeczypospolitej Polskiej obejmuje obszar powiatów kutnowskiego, łęczyckiego, łowickiego i poddębickiego (województwo łódzkie). Wybierany jest w nim 1 senator na zasadzie większości względnej.
Utworzony został w 2011 na podstawie Kodeksu wyborczego. Po raz pierwszy zorganizowano w nim wybory 9 października 2011. Wcześniej obszar okręgu nr 25 należał do okręgu nr 11.
Siedzibą okręgowej komisji wyborczej jest Sieradz.

## Reprezentant okręgu
| Rok  | Rok  | Senator              | Komitet wyborczy       |
| ---- | ---- | -------------------- | ---------------------- |
|      | 2011 | Przemysław Błaszczyk | Prawo i Sprawiedliwość |
| 2015 |      | Przemysław Błaszczyk | Prawo i Sprawiedliwość |
| 2019 |      | Przemysław Błaszczyk | Prawo i Sprawiedliwość |
| 2023 |      | Przemysław Błaszczyk | Prawo i Sprawiedliwość |

## Wyniki wyborów
Symbolem „●” oznaczono senatora ubiegającego się o reelekcję.

### Wybory parlamentarne 2011
| Kandydat                                                                                     | Kandydat               | Komitet wyborczy                           | Głosów | Głosów | Głosów |
| Kandydat                                                                                     | Kandydat               | Komitet wyborczy                           | Liczba | %      | +/–    |
| -------------------------------------------------------------------------------------------- | ---------------------- | ------------------------------------------ | ------ | ------ | ------ |
|                                                                                              | Przemysław Błaszczyk ● | Prawo i Sprawiedliwość                     | 27 392 | 29,40  | –      |
|                                                                                              | Michał Kaczmarek       | Platforma Obywatelska RP                   | 22 858 | 24,54  | –      |
|                                                                                              | Andrzej Górczyński     | Polskie Stronnictwo Ludowe                 | 16 712 | 17,94  | –      |
|                                                                                              | Izabela Staszewska     | Sojusz Lewicy Demokratycznej               | 8 861  | 9,51   | –      |
|                                                                                              | Jerzy Olejniczak       | KWW Unia Prezydentów – Obywatele do Senatu | 6 784  | 7,28   | –      |
|                                                                                              | Janusz Michalak        | KWW Janusza Michalaka                      | 6 523  | 7,00   | –      |
|                                                                                              | Jan Wojtera            | KWW Jana Wojtery                           | 4 034  | 4,33   | –      |
| Frekwencja: 42,21% Liczba głosów ważnych: 93 164 (96,17%) Źródło: Państwowa Komisja Wyborcza |                        |                                            |        |        |        |

● Przemysław Błaszczyk reprezentował w Senacie VII kadencji (2007–2011) okręg nr 11.

### Wybory parlamentarne 2015
| Kandydat                                                                                     | Kandydat               | Komitet wyborczy           | Głosów | Głosów | Głosów |
| Kandydat                                                                                     | Kandydat               | Komitet wyborczy           | Liczba | %      | +/–    |
| -------------------------------------------------------------------------------------------- | ---------------------- | -------------------------- | ------ | ------ | ------ |
|                                                                                              | Przemysław Błaszczyk ● | Prawo i Sprawiedliwość     | 43 971 | 44,93  | +15,53 |
|                                                                                              | Danuta Zakrzewska      | Platforma Obywatelska RP   | 24 398 | 24,93  | +0,39  |
|                                                                                              | Dariusz Pigłowski      | KWW Kukiz’15               | 16 185 | 16,54  | –      |
|                                                                                              | Tadeusz Gajda          | Polskie Stronnictwo Ludowe | 13 321 | 13,61  | –4,33  |
| Frekwencja: 45,07% Liczba głosów ważnych: 97 875 (96,39%) Źródło: Państwowa Komisja Wyborcza |                        |                            |        |        |        |

### Wybory parlamentarne 2019
| Kandydat                                                                                      | Kandydat               | Komitet wyborczy                           | Głosów | Głosów | Głosów |
| Kandydat                                                                                      | Kandydat               | Komitet wyborczy                           | Liczba | %      | +/–    |
| --------------------------------------------------------------------------------------------- | ---------------------- | ------------------------------------------ | ------ | ------ | ------ |
|                                                                                               | Przemysław Błaszczyk ● | Prawo i Sprawiedliwość                     | 69 998 | 57,69  | +12,76 |
|                                                                                               | Krzysztof Debich       | KKW Koalicja Obywatelska PO .N iPL Zieloni | 39 382 | 32,45  | +7,52  |
|                                                                                               | Dariusz Pigłowski      | KWW Przywrócić Prawo                       | 11 965 | 9,86   | –      |
| Frekwencja: 57,30% Liczba głosów ważnych: 121 345 (97,48%) Źródło: Państwowa Komisja Wyborcza |                        |                                            |        |        |        |

### Wybory parlamentarne 2023
| Kandydat                                                                                      | Kandydat               | Komitet wyborczy                                                           | Głosów | Głosów | Głosów |
| Kandydat                                                                                      | Kandydat               | Komitet wyborczy                                                           | Liczba | %      | +/–    |
| --------------------------------------------------------------------------------------------- | ---------------------- | -------------------------------------------------------------------------- | ------ | ------ | ------ |
|                                                                                               | Przemysław Błaszczyk ● | Prawo i Sprawiedliwość                                                     | 67 405 | 46,84  | –10,85 |
|                                                                                               | Tadeusz Gajda          | KKW Trzecia Droga Polska 2050 Szymona Hołowni – Polskie Stronnictwo Ludowe | 49 191 | 34,18  | –      |
|                                                                                               | Kamil Sobol            | Konfederacja Wolność i Niepodległość                                       | 14 230 | 9,89   | –      |
|                                                                                               | Radosław Gajda         | Bezpartyjni Samorządowcy                                                   | 9814   | 6,82   | –      |
|                                                                                               | Dariusz Pigłowski      | Ruch Naprawy Polski                                                        | 3260   | 2,27   | –      |
| Frekwencja: 71,86% Liczba głosów ważnych: 143 900 (98,00%) Źródło: Państwowa Komisja Wyborcza |                        |                                                                            |        |        |        |